# 昂热维尔
昂热维尔（法語：Angerville，法語發音：[ɑ̃ʒɛʁvil] ⓘ），法国中北部城市，法兰西岛大区埃松省的一个市镇，隶属于埃唐普区，其市镇面积为25.83平方公里，2022年1月1日时人口数量为4,416人，在法国城市中排名第2,543位。
昂热维尔位于埃松省西南部，与厄尔-卢瓦省及卢瓦雷省接壤，是一个区域性的中心集镇，法国国道N20线和巴黎－波尔多铁路经过此地。

## 地名来源
昂热维尔最初于公元1079年以拉丁语“Ansgerii villa”的形式被记载，其中“Anger”一名可能出自日耳曼人名“Ansgar”。

## 历史

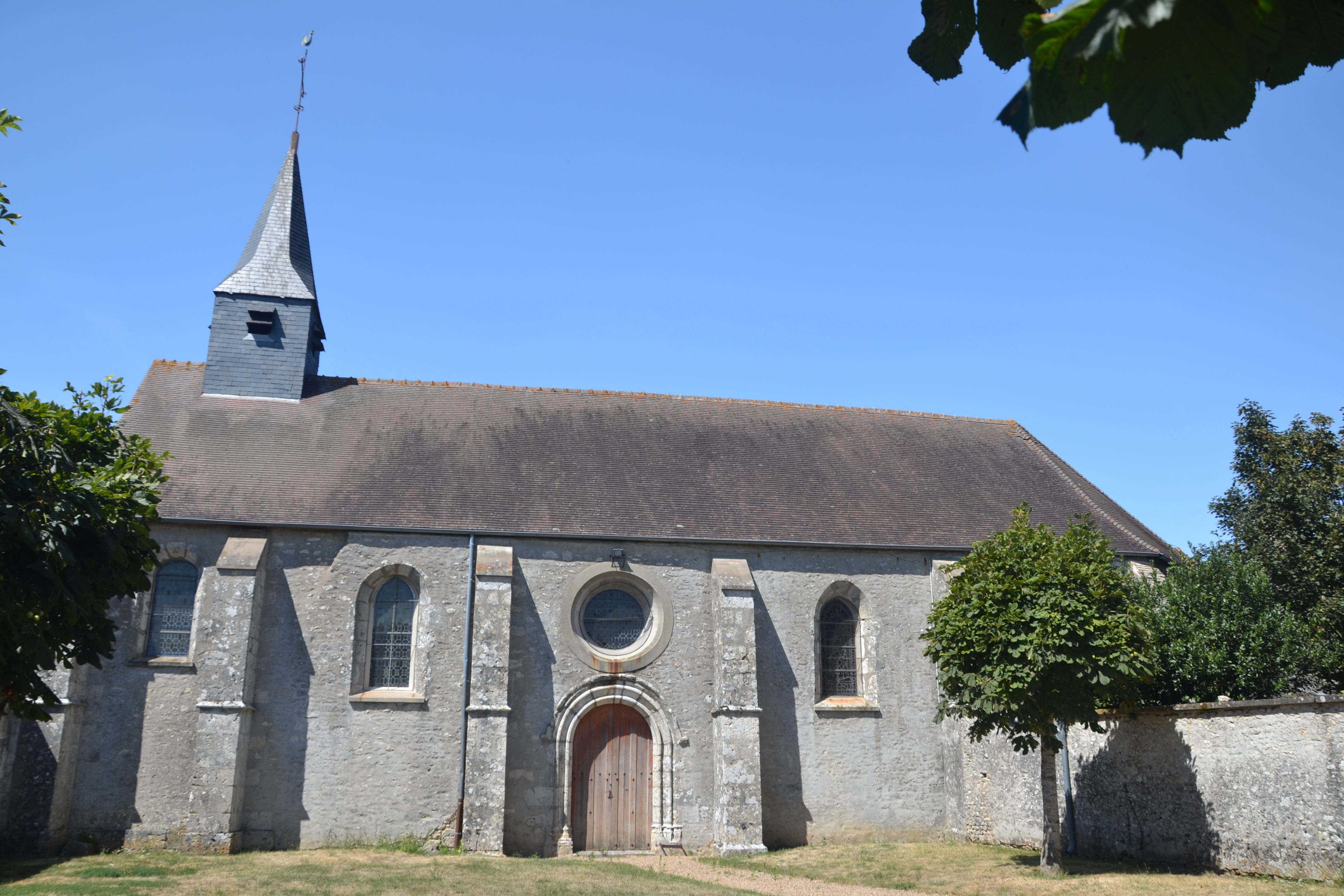
多梅尔维尔教堂

昂热维尔始建于中世纪中期，彼时当地为博斯的一部分。公元1117年，法兰西国王路易六世放火烧毁了皮塞城堡及附近多个村庄，途径此地的道路由此中断并改走昂热维尔。英法百年战争期间，昂热维尔领主曾投诚英格兰军队，使其顺利通过此地南下。宗教战争期间，昂热维尔遭到严重破坏。法国大革命后，昂热维尔成为塞纳-瓦兹省的一个市镇。途径昂热维尔的巴黎－波尔多铁路于19世纪中期陆续建成通车。二战后，随着巴黎的城市扩张，昂热维尔人口数量有所增加。1968年，塞纳-瓦兹省被撤销，昂热维尔被划入新成立的埃松省。1974年，原属于厄尔-卢瓦省的多梅尔维尔（Dommerville）整体并入昂热维尔的市镇范围内。

## 地理

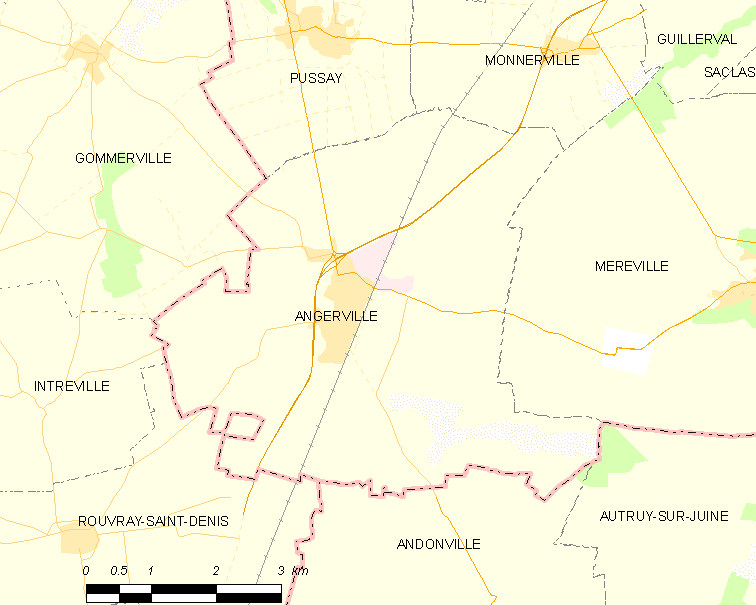
昂热维尔市镇范围地图

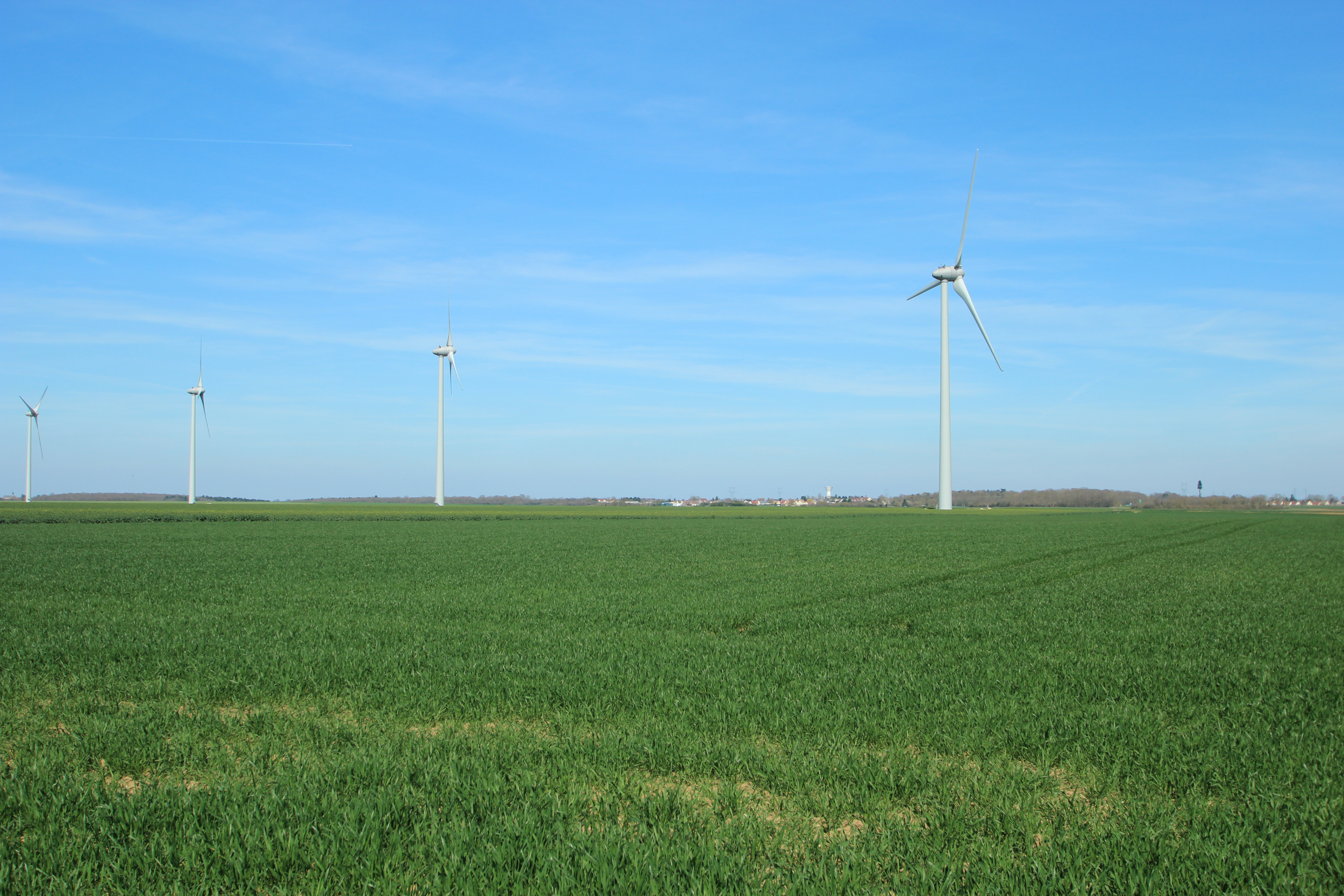
昂热维尔附近的农田

昂热维尔位于法国中北部，法兰西岛大区西南部和埃松省西南部，距离省会埃夫里-库尔库罗讷大约57公里。与昂热维尔接壤的市镇包括：皮赛、莫内尔维尔、戈梅尔维尔、安特雷维尔、鲁夫赖圣但尼、勒梅雷维卢瓦、昂东维尔和瑞讷河畔欧特吕。

### 地形
昂热维尔位于博斯东部腹地，境内以平原为主，市镇中心地势较为平坦，全境海拔在113到146米之间。

### 水文
昂热维尔位于塞纳河流域范围内，其市镇范围内无大型天然地表径流及水域。

### 植被
昂热维尔属于温带阔叶混交林区，市区南部的卡米耶·富科广场（Square Camille Foucault）是当地主要的城市绿地。
在鲜花城市的评比中，昂热维尔暂未被评级。

### 气候
昂热维尔在柯本气候分类法中属于温带海洋性气候。

## 行政区划
昂热维尔的市镇编号为91016，邮政编号为91670。
在行政管理方面，昂热维尔隶属于法国法兰西岛大区埃松省埃唐普区；在地方选举方面，昂热维尔隶属于埃唐普县，其市镇范围全境被划入埃松省第二选区；在社会管理方面，昂热维尔是埃唐普-南埃松城市圈公共社区的组成部分。
截至2023年4月，昂热维尔市镇范围暂无任何城市敏感街区及城市政策优先街区。
法国国家统计与经济研究所（简称）在进行数据统计时，将昂热维尔市镇单独设为昂热维尔城市核心区（Unité urbaine d'Angerville），并将包括核心区在内的周边共1,794个市镇划为巴黎城市区。自2020年起，巴黎城市区被包含1,949个市镇的巴黎城市辐射区代替。此外，还将昂热维尔市镇整体看作一个“块区”（IRIS），以便于统计人口分布情况。

## 交通

### 公路
法国国道N20线和多条埃松省省道在昂热维尔境内交汇。
2019年，77.7%的昂热维尔家庭拥有至少一辆私人汽车。2019年，昂热维尔境内共发生各类交通事故4起，造成9人受伤，其中4人重伤。
| 11 | 20 |

| 12 | 19 |

| 埃夫里 | 55 |

| 埃唐普 | 19 |

| 奥尔良 | 49 |

| 阿尔特奈 | 28 |

| 沙特尔 | 45 |

| 皮蒂维耶 | 29 |

### 铁路

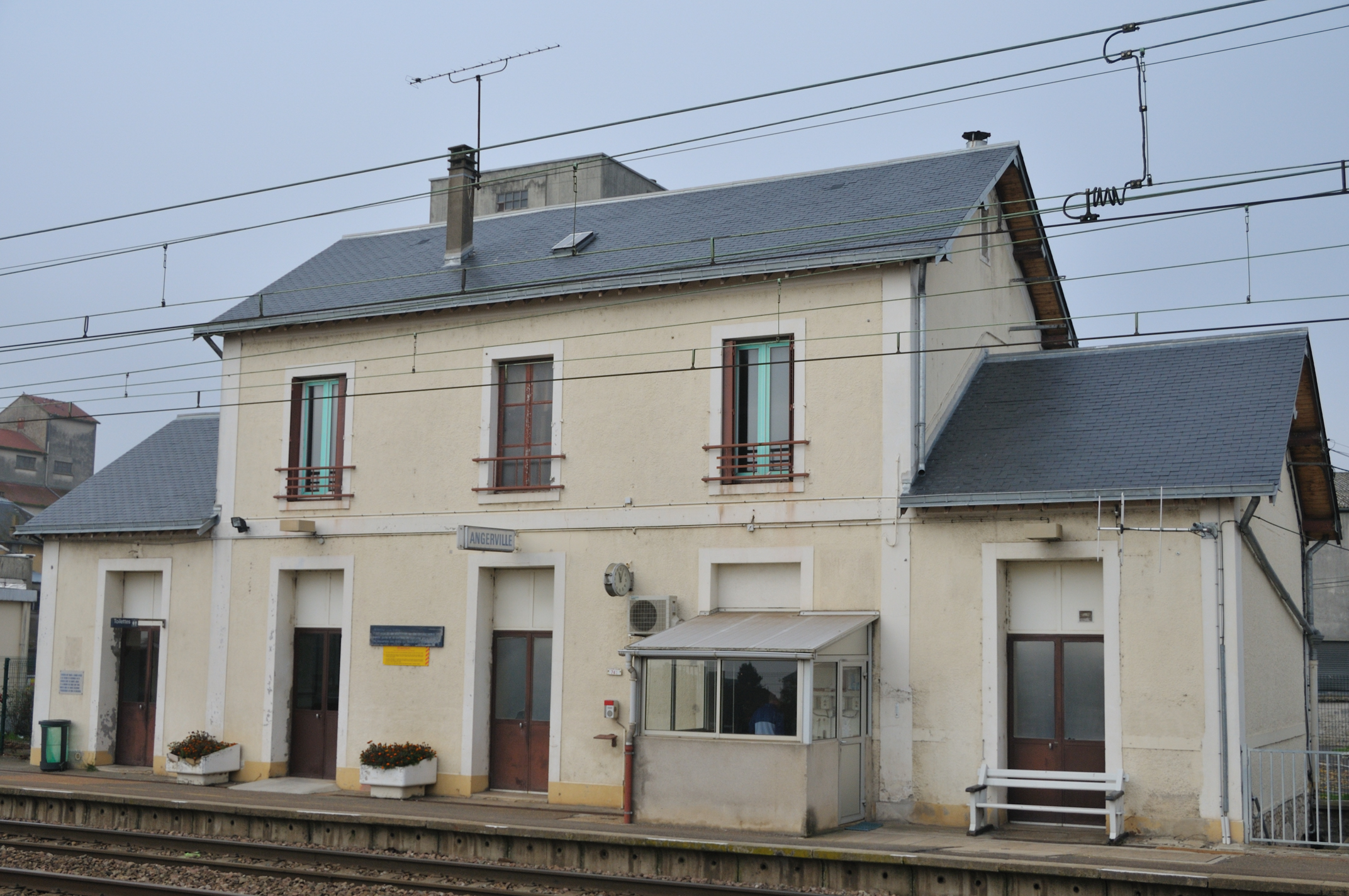
昂热维尔火车站

昂热维尔位于巴黎－波尔多铁路上。昂热维尔站位于市区东部，停靠往返于巴黎和奥尔良一线的区域列车。

### 航空
距离昂热维尔最近的民用航空站为63公里外的巴黎-奥利机场。

### 城市公共交通
昂热维尔是法兰西岛大区城市公共交通网的服务覆盖市镇。埃松省西南公交路网的306.12线和330路经过昂热维尔市区。

## 政治

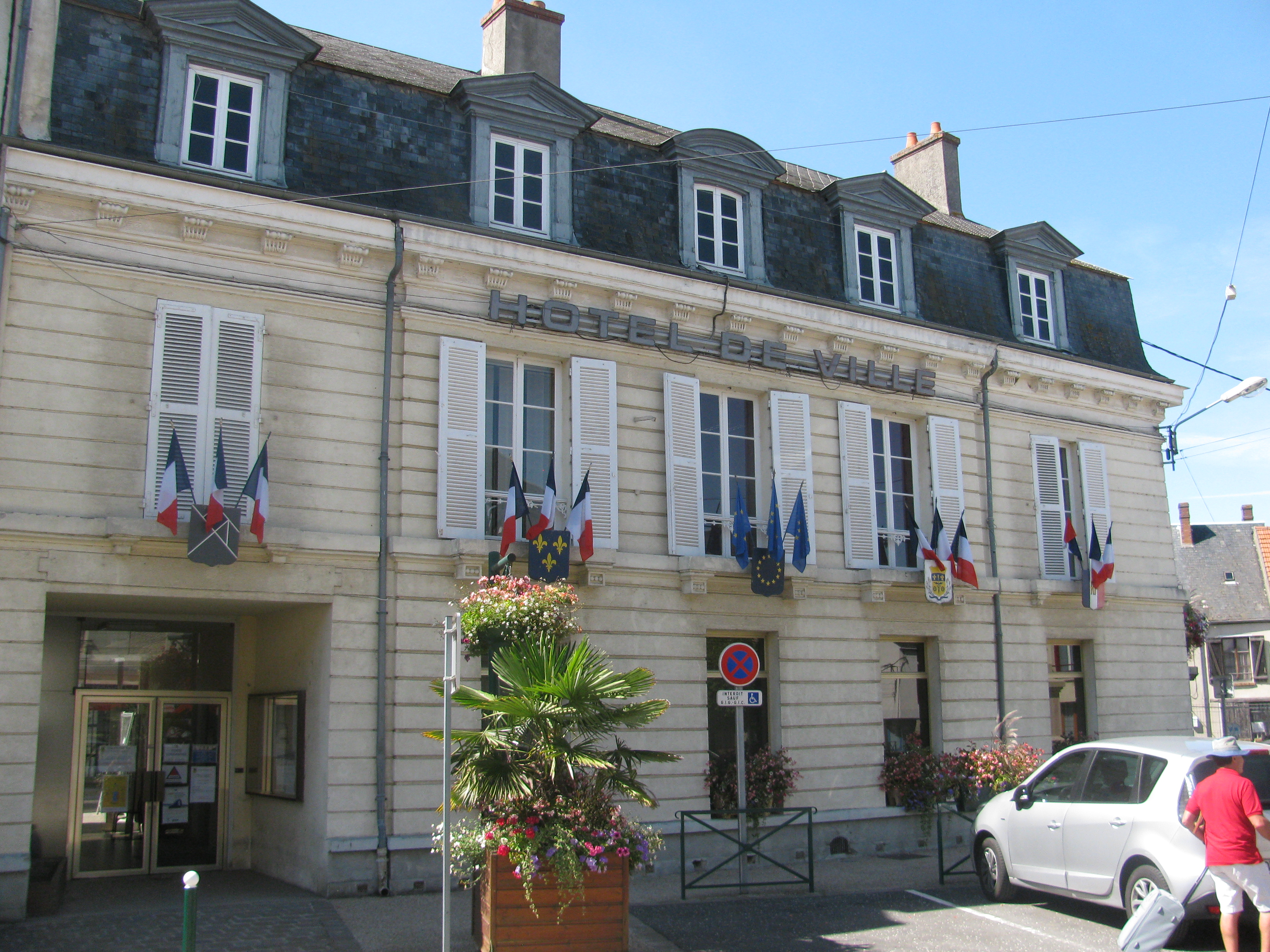
昂热维尔市政厅

昂热维尔的现任市长为约翰·米特尔豪瑟先生（Johann MITTELHAUSSER），他是一名无党派人士，在2020年的市政选举中获得了82.03%的支持率。
在2022年的法国总统大选中，法国极右翼政党国民阵线主席玛丽娜·勒庞在昂热维尔获得了55.11%的支持率。

## 人口
2019年，昂热维尔市镇人口数量为4,353，在法国排名第2,543位。其中男性2,133人，女性2,220人，75岁及以上人口占6.1%，外籍人口数量为312人，人口密度为169人/平方公里，当地居民被称为（男性）或（女性）。2020年，昂热维尔境内出生56人，死亡人口40人。
| 昂热维尔1901年－2020年人口变化情况 |
|                                    |
| 数据来源：Cassini、INSEE           |

## 经济
昂热维尔是一个区域性的中心市镇。截止2023年4月，昂热维尔市镇范围内共有各类用人单位（包含自雇）633家，平均历史为16年，其中98.57%为中小型企业（PME），2023年2月至4月间，当地的经济活力指数为0.32%。（小型汽车维修）、（电气安装）及（橡胶产品）是当地2021年营业额最高的三个企业，分别为50,666,267欧元、6,499,596欧元和3,268,175欧元。

## 财政与居民收入
2021年，昂热维尔的财政收入总额为4,135,470欧元，财政支出总额为3,832,150欧元，当年的债务总额为651,140欧元。2021年，昂热维尔市镇共获得了192,280欧元的国家直接财政补助。
2020年，昂热维尔的人均月收入总额为2,168欧元，其中高级职员为3,323欧元，低于法国平均水平（4,230欧元）；中级职员为2,561欧元，高于法国平均水平（2,411欧元）；普通职员为1,805欧元，高于法国平均水平（1,740欧元）。
2019年，昂热维尔境内的贫困率为13%，青壮年（15至64岁）失业率为12.2%；当地46.7%的家庭拥有纳税资格，平均纳税2,085欧元，低于法国平均水平（3,910欧元）。

## 社会事务

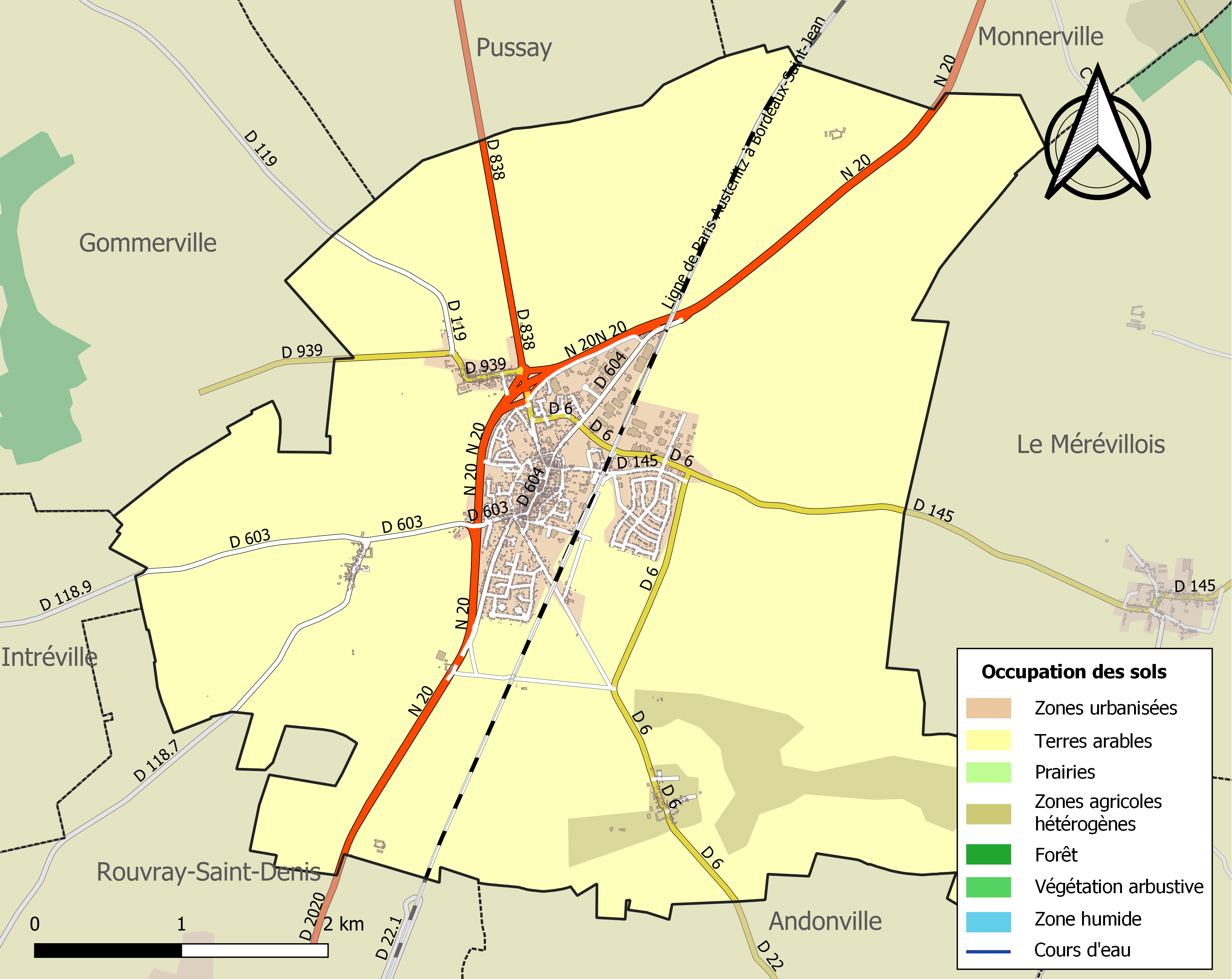
昂热维尔土地利用情况地图

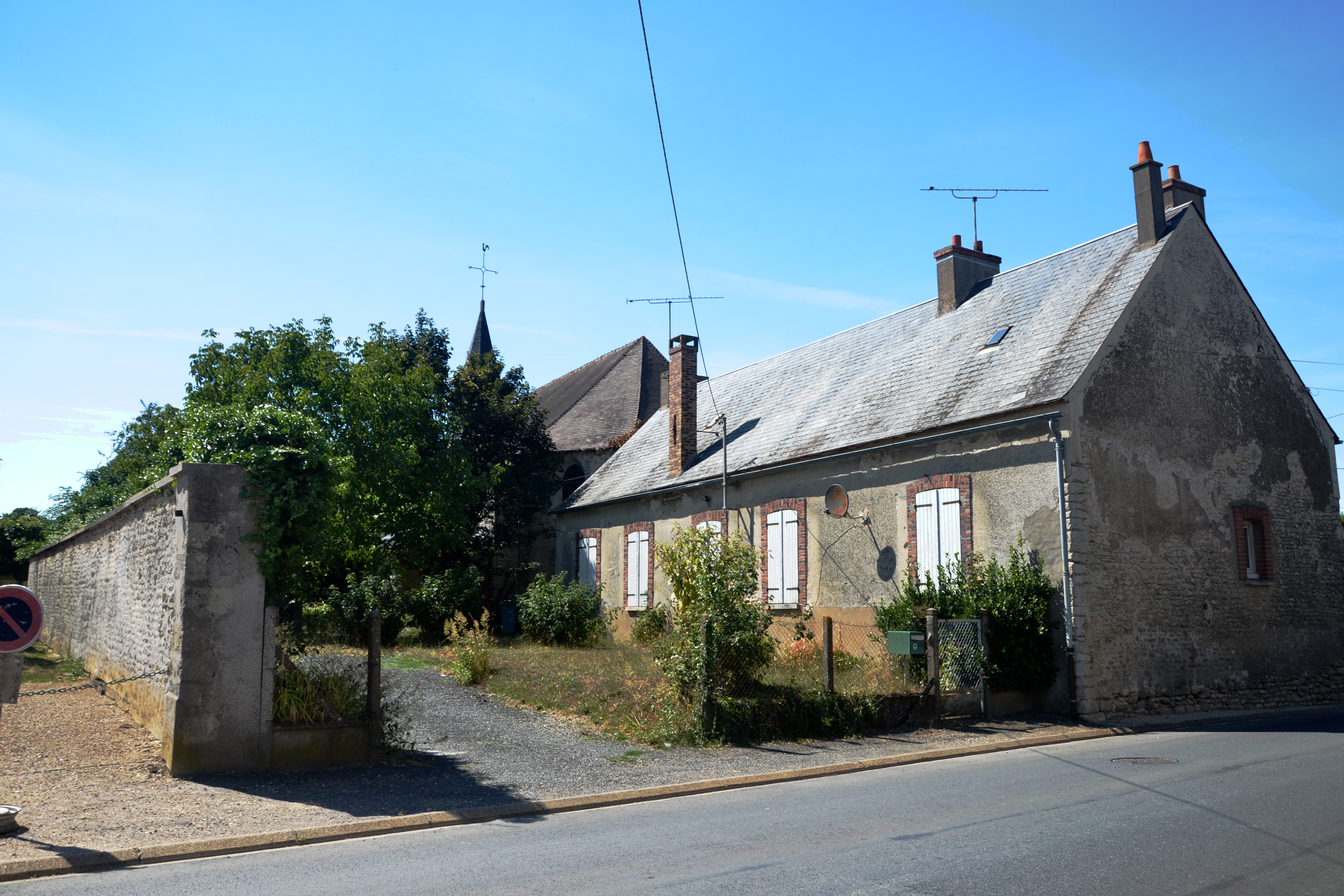
昂热维尔的一处民居

### 教育
昂热维尔属于凡尔赛学区。截止2021年1月1日，昂热维尔境内共有1所幼儿园和1所小学。

### 医疗
截止2021年1月1日，昂热维尔境内共有全科医生4名、保健师3名、牙医2名和护士9名。境内共有药房1家、养老院1家。
距离昂热维尔最近的区域性医疗机构为“南埃松省中心医院”（Centre Hospitalier Sud Essonne），其主病区位于埃唐普，距离昂热维尔市区的正常车程大约分钟，该院设有床位296个，是当地规模最大的公立综合性医院。

### 住房
2019年，昂热维尔境内共有各类住房1,906套，其中76.0%为独立式居民区，23.2%为集中式居民区。常住房屋占昂热维尔市镇范围内居民建筑总量的87.0%。
在住房保障政策方面，2021年，昂热维尔境内共有271户家庭获得了住房经济补助，受益人数占总人口数量的6.2%，其中222份为房租补助。

### 商业
2021年，昂热维尔境内共有各类实体商铺128家，其中餐厅9家、大型超市4家、杂货店5家、面包房2家、肉铺1家、书店1家、银行门店7家、美容美发店7家、汽车维修店14家。市区北部建有开放式商业街区，有E.Leclerc、Bricomarché等商场。

### 体育
2021年，昂热维尔境内共有1家游泳池、1间体育馆、4处网球场、1处马术场以及1处足球或橄榄球场。
截至2023年4月，昂热维尔境内暂无任何注册足球俱乐部。

### 环境
昂热维尔的环境事务由其所属的埃唐普-南埃松城市圈公共社区联合各级政府协调负责。2021年，昂热维尔境内暂无污染企业。

### 治安
2021年，昂热维尔市镇范围内有1处宪兵队。
昂热维尔及其附近的共83个市镇是埃唐普国家宪兵队（zone gendarmerie de Étampes）的管辖范围。2020年，该宪兵队累计记录各类案件3,317起，其中盗窃类案件1,582起，经济类案件415起，毒品交易类案件256起。

## 文化

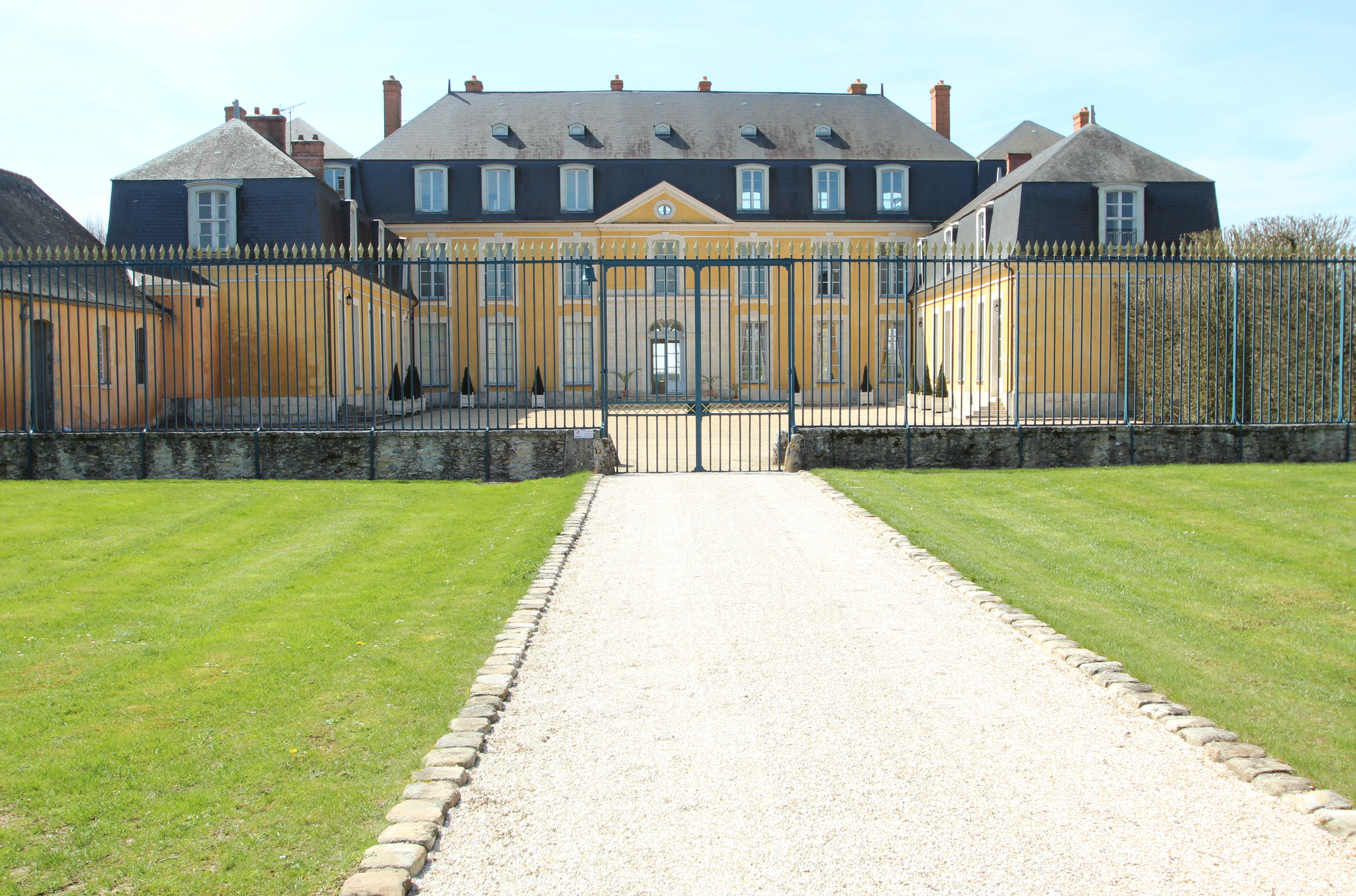
多梅维尔城堡

2021年，昂热维尔境内暂无任何文化设施。昂热维尔境内建有市际图书馆（Bibliothèque intercommunale），每周二、三、五、六向公众开放。

### 建筑
昂热维尔境内有多处历史建筑，其中多梅尔维尔城堡为法国国家文物保护单位，镇中心的圣伯多禄-圣厄特罗普教堂则是当地的地标性建筑物。

### 旅游
昂热维尔的旅游事务由其所属的埃唐普-南埃松城市圈公共社区负责。2022年，昂热维尔境内共有1家酒店共计20间房间。

### 媒体
法国主要的媒体均可在昂热维尔接收，法国电视三台下属的法兰西岛大区频道在部分时段播出昂热维尔所在埃松省的地方新闻。

## 相关人物
法国数学家亨利-亚历山大·泰西耶出生于昂热维尔。

## 友好城市
截至2023年4月，昂热维尔暂未建立任何友好城市关系。